# Laura Battiferri
Laura Battiferri (1523–1589) fue una poetisa italiana del Renacimiento. Nació en Urbino, Italia y era hija ilegítima de Giovanni Antonio Battiferri y Maddalena Coccapani de Carpi. Publicó dos libros de poesía: El Primer Libro de Obras de Toscana (Florencia, 1560) y Los Siete Salmos Penitenciales… con algunos Sonetos Espirituales (Florencia, 1564). Falleció en 1589 mientras estaba compilando su tercera obra, Rimas, la cual nunca se llegó a publicar. En 1550 se casó con el escultor, Bartolomeo Ammannati con quien compartió su vida hasta su muerte.

## Comienzos
Laura Battiferri nació en Urbino, Italia. Su padre fue Giovanni Antonio Battiferri un rico clérigo y noble de Urbino y su madre fue Maddalena Coccapani de Carpi, su concubina. Por su estatus en los círculos de poder vaticanos, Giovanni disfrutaba de numerosos privilegios y con llegada al papa Paulo III. Battiferri nació dentro de una elevada posición social y con acceso a riqueza cosmopolita. Su padre se aseguró de que recibiera una buena educación, lo que se manifiesta en su familiaridad literaria con el latín, amor por los clásicos vernáculos, y conocimiento de la Biblia. A pesar de su origen ilegítimo, Giovanni reconoció a Laura como su hija e hizo que el papa Paulo III legitimizara a Laura Battiferri y a otros dos de sus hijos el 9 de febrero de 1543; y finalmente ella fue su heredera de pleno derecho. Al alcanzar la adultez, Laura tenía una buena formación en literatura, filosofía y religión.

## Casamientos
El primer esposo de Laura Battiferri fue Vittorio Sereni, un organista de la corte. Vittorio falleció en 1549, luego de cinco años de matrimonio. Laura Battiferri quedó desolada. El soneto 240 de su obra El primer libro de obras de Toscana expresa su dolor. (Traducido al español):
 Al ir desapareciendo el sol y cuando las sombras

descienden sobre la cumbre de la montaña

y los problemas mundanos desaparecen, uno a uno,

aplacando los corazones,

la muerte y el destino cruel me colman de angustia,

el descanso se niega a mi corazón cansado,

y transcurren mis horas y noches en llanto

lágrimas que colman mi corazón y mis ojos.

  Oh, cuando veo la cornucopia rebosante

con frutos y flores, cuando veo a mis amigas fieles

Flora y Ceres, una trayendo rosas en su pecho,

y la otra, trigo maduro,

y el joven campesino regresa de las praderas

trayendo el producto de su ardua labor

Pienso con mis ojos llorosos: es que la pérdida y el duelo actuales

serán por siempre el fruto de mis esperanzas?
Por esta razón, ella se mudó a una casa de la familia Battiferri en Roma. Estando en Roma, conoce a través de contactos comunes en los círculos vaticanos a Bartolomeo Ammannati (1511-1592), un escultor de Florencia, quien se convertirá en su segundo esposo. Existe la sospecha que su padre colaboró en el encuentro de ambos. El 27 de abril de 1550, a la edad de 26 años Laura se vuelve a casar con Bartolomeo Ammannati en la Casa Santa en Loreto. Laura trajo con si una abultada dote de 2,000 escudos, una cantidad casi 10 veces mayor que la dote de una novia típica por esa época. Sin embargo, es posible que la dote de Laura nunca haya sido completamente abonada y al fallecer su padre la misma aparece en una lista de “temas irresueltos”.

## Vida adulta
Laura y Bartolomeo pasaron los primeros años de su matrimonio en Roma. A Laura le encantaba vivir en Roma, y expresó estos sentimientos en su oda (traducida al español):
 Colinas amplias y sagradas,

florecientes y suaves,

donde con su gran y glorioso imperio

tus hijos han abarcado todo el mundo,

que tus cielos sean claros por toda la eternidad

y que siempre estés libre del calor y la helada;

y tú, río plateado caudaloso y encantador,

haces que Roma sea aún más hermosa;

que tu sol nunca sea tan intenso

como para secar tus verdes trenzas.

Que nunca llegue el día lamentable

en que deba partir de tu cálido refugio.

A comienzos de la década de 1550, Bartolomeo el esposo de Laura recibe diversos encargos arquitectónicos del papa Julio III en Roma, los cuales realiza con ayuda de Miguel Ángel y Giorgio Vasari. En 1555, fallece el papa Julio III y cesan los encargos a Bartolomeo. Entre tanto, Giorgio Vasari se había instalado junto con un grupo de artistas industriosos en Florencia e invita a Bartolomeo a que se le una, indicándole que había encontrado un nuevo mecenas en la región. Bartolomeo y Laura deciden mudarse de Roma a la villa de Bartolomeo en Maiano, en las afueras de Florencia. Laura miraba este desplazamiento con aprensión, ya que ella llevaba a Roma en el corazón. Ella amaba la ciudad por razones sentimentales, pero también porque su carrera estaba progresando. Ella estaba convencida de que Roma era el “centro del mundo” y el mejor sitio para que floreciera su naciente poesía. Ella consideraba que Florencia era poco civilizada, poco cultivada, y poco refinada. Laura escribió sobre su desafortunada partida de Roma y su deseo de que su nombre y su reputación perduraran en este poema (traducido al español):
 Aquí estoy , parte vuestra, nobles ruinas invioladas,

Si, aquí estoy — oh destino cruel—

pronta a dejarte; alas, es que nunca tendrá fin mi profunda tristeza?

  Y vosotros, espíritus ambulantes,

a quienes el cielo otorgó tan espléndidos dones

como para concederos la dicha

de la eterna ciudadanía en el cielo.

  Permitid que mi plegaria humilde sea escuchada en el cielo:

aunque yo esté muy distante, viviendo en las tinieblas horribles

y sepultada viva en el Arno,

  Haz que mi nombre, la mejor parte de mi

que quedará en el Tiber, libre de toda escoria,

permanezca vivo entre tus divinos tesoros.

Si bien la villa en Maiano estaba rodeada de hermosos paisajes naturales, aun así ella extrañaba Roma. Eventualmente, Laura logró asentarse en Florencia, alcanzando gran popularidad gracias a su talento y moralidad y la publicación de muchos de sus escritos. En efecto, cada vez que los miembros de la comunidad artística florentina se juntaban para un gran evento público tal como un casamiento, nacimiento, victoria en una batalla, o funeral, Laura participaba escribiendo alguna poesía con motivo de la ocasión, casi siempre era la única mujer. Laura era una religiosa muy devota. Laura recibió una cuantiosa herencia en 1565 y ella y Bartolomeo comenzaron a realizar grandes donaciones apoyando las actividades de los jesuitas. Desde 1570 y hasta el final de sus vidas, Laura y Bartolomeo desarrollaron relaciones sumamente estrechas con los jesuitas.

## Carrera
Sus pares masculinos respetaban a Laura por su talento y la incorporaban en sus comunidades literarias. Para 1560, Laura había escrito casi 200 poemas y publicado su primer libro de poesía, El Primer Libro de Obras de Toscana, dedicado a la duquesa Medici, Leonor de Toledo. El libro era una antología clasificada de sonetos petrarquistas. Se ganó el elogio de poetas de toda Italia. Varias academias se acercaron para incorporarla como miembro, un hecho notable para una mujer de esa época. En 1560, ingresó en la academia más prestigiosa de todas, “los Intronati,” siendo la primera mujer en ser admitida en una academia italiana. Cada miembro de los Intronati adoptaba un seudónimo humorístico, antifrástico, Laura eligió “la Sgraziata” o “la sin elegancia,” una característica contraria a su estilo. Laura publicó su segundo libro, Los Siete Salmos Penitenciales… con algunos Sonetos Espirituales en 1564 el cual dedicó a la duquesa de Urbino. En esta obra, ella mostró ser una buena traductora bíblica y exegeta, ambas habilidades típicamente reservadas para los hombres. Su carta introductoria a la duquesa de Urbino marcó un paso ascendente en su carrera de la literatura secular a la literatura sacra. En 1565, había alcanzado la cúspide de su fama.
Si bien durante sus años de juventud, Laura había buscado con tesón el reconocimiento para su arte, y buscado con fruición avanzar su carrera, en su adultez se retiró de la exposición pública. Laura pasaba la mayor parte de sus días meditando, orando o componiendo poesía espiritual en la capilla privada que Bartolomeo había construido para ella en su villa en Camerata. Laura falleció en 1589, mientras se encontraba en el proceso de compilar la tercera antología final sus Rimas. Su esposo intentó que el trabajo fuera finalizado, pero Bartolomeo también falleció antes de que se hubiera completado el proceso. Laura y Bartolomeo fueron sepultados en la Iglesia de San Giovannino. Un tercio del total de sus escritos nunca fueron publicados. Sus escritos hacia el final de su vida— cientos de sonetos espirituales, poemas narrativos bíblicos, y su épica incompleta de los reyes hebreos— fueron entregados a la Biblioteca Casanatense en Roma y prácticamente nada de este material ha sido difundido nunca.